# حقوق‌الله بهائی
پرداخت حقوق الله از جمله دستوراتی است در آئین بهائی که توسط بهاءالله در کتاب اقدس ثبت شده‌است. به‌طور کلی بر طبق این حکم، هر فرد بهایی که ثروتش به حد مشخصی برسد، موظف است ۱۹ درصد مازاد نیاز خود را داوطلبانه و بدون اکراه و اجبار به عنوان حقوق الله پرداخت کند تا در مصارف مورد نیاز جوامع انسانی و پیشبرد تعالیم آئین بهائی برای بهبود احتیاجات عالم بشری مورد استفاده قرار بگیرد.

## تاریخچه
حکم حقوق الله در سال۱۲۵۲ شمسی مطابق با ۱۸۷۳ میلادی توسط بهاءالله در کتاب اقدس صادر شد. وی در این کتاب پرداخت حقوق الله را واجب دانسته و آن را سبب خیر و برکت در جمیع شئون شمرده‌است. بهاءالله در ابتدا حقوق الله را جمع‌آوری نکرد. اما پنج سال بعد در سال۱۲۵۷ مطابق با ۱۸۷۸ میلادی اولین امین حقوق الله (حاجی شاه محمّد امین البیان)
را برگزید تا حقوق الله را فقط از بهائیان ایران جمع‌آوری کند. بعدها بهائیان خاورمیانه هم ملزم به پرداخت حقوق الله شدند. یک قرن بعد، در سال۱۳۶۴ خورشیدی مطابق با ۱۹۸۵ میلادی حکم حقوق الله از اختصاص مردم خاورمیانه فراتر رفت و نهایتاً در سال ۱۳۷۰ شمسی تمام بهائیان در سراسر جهان ملزم به پرداخت حقوق الله شدند. با افزایش و گسترش پرداخت حقوق الله در بین بهائیان، معاونین حقوق الله برای جمع‌آوری حقوق و نمایندگان حقوق الله برای آموزش آن در جوامع بهائی در نقاط مختلف عالم تعیین گردیدند و در سال ۱۳۷۰ شمسی دفتر مرکزی حقوق الله در مرکز جهانی بهائی در شهر حیفا در اسرائیل تأسیس شد.

## محل پرداخت
حقوق الله به تشخیص مرجع آئین بهائی در اموری مانند پیشبرد و اشاعه اهداف این آئین، مصالح عمومی و غیره مورد استفاده قرار می‌گیرد. در زمان بهاءالله با تشخیص و مدیریت او حقوق به مصرف می‌رسید، بعد از او این وظیفه را عبدالبهاء و بعد از وی شوقی افندی بر عهده گرفت، و هم‌اکنون بیت العدل اعظم این مسئولیت را بر اساس کتاب اقدس و الواح عبدالبهاء بر عهده دارد.

## امنای حقوق‌الله
- حاجی شاه محمّد منشادی ملقب به امین البیان که توسط بهاءالله به عنوان اولین متصدی (امین) حقوق الله منصوب شد. (۱۲۷۵تا ۱۲۶۰)شمسی[۱][۲]
- ملا أبو الحسن اردکانی ملقب به حاجی امین که پس از مرگ حاجی شاه محمّد امین البیان توسط بهاءالله به سمت امین حقوق الله منصوب شد. (از ۱۲۶۰ تا ۱۳۰۷ شمسی)[۱][۶]
- حاج غلامرضا اصفهانی ملقب به امین امین توسط عبدالبهاء به سمت امین حقوق الله منصوب شد. (از ۱۳۰۷ تا ۱۳۱۷شمسی)[۱][۷]
- میرزا ولی‌ّ الله خان ورقا که توسط عبدالبهاء به سمت امین حقوق الله منصوب شد. (از ۱۳۱۷ تا ۱۳۳۴ شمسی)[۸]
- علی محمد ورقا که پس از فوت پدر، میرزا ولی‌ّ الله خان ورقا، توسط شوقی افندی به سمت امین حقوق الله منصوب شد. (از ۱۳۳۴ تا ۱۳۸۶ شمسی)
- در حال حاضر دفتر مرکزی حقوق الله در سراسر عالم هیئتهای امناء حقوق الله دارد.[۳]

## تفاوت با سایر مبالغ اهدائی
حقوق الله نوعی بخشش یا تبرع به صندوق اعانات نیست بلکه بنا بر تعلیم بهاءالله در اصل متعلق به خداست و فرد باید آنرا از اضافات دارائیش با محاسبه دقیق جدا کرده و به عنوان حقّی که متعلق به پروردگار است پرداخت کند. پرداخت حقوق الله یک وظیفهٔ وجدانی هر فرد بهائی است، و بنا بر تعلیم بهاءالله هیچ شخص یا نهادی نمی‌تواند افراد را مجبور به پرداخت آن کند. شخص باید این دِین را داوطلبانه، با نهایت سرور قلبی و طیب خاطر پرداخت کند تا پذیرفته شود. در این مورد خود فرد قاضی عمل خویش خواهد بود. پرداخت حقوق الله با مبالغ اهدائی بهائیان به صندوقهای دیگر که در مجامع بهائی موجودند نیز متفاوت می‌باشد. بدین معنی که پرداخت حقوق الله اگر چه اختیاریست اما دِینی است به پروردگار که در طول عمر باید محاسبه کرده به در صد معینی پرداخت نمود. اما تبرعات به صندوقهای محلی، ملی، و بین‌المللی اختیاری بوده و مشمول مبلغ یا درصد خاصی نبوده و فقط بستگی به سخاوت شخص دارد. در ضمن مبلغ به اراده آن شخص مصرف می‌شود. در حالیکه حقوق الله به اراده و تصمیم مرجع آئین بهائی یعنی بیت العدل عمومی به مصرف امور می‌رسد.

## اهداف
بهائیان معتقدند که پرداخت حقوق الله سبب تطهیر مال و ازدیاد خیر و برکت است. حقوق الله در راستای گسترش و اعتلای آئین بهائی در سراسر جهان و هم چنین امور خیریه و منافع عمومی به مصرف می‌رسد.

## نحوه محاسبه
به زبان ساده، حقوق الله حکمی است که برمازاد دارایی افراد یعنی مالی که اضافه بر مخارج معمولی و نیازهای فرد شامل کالا، اموال، املاک و درآمد تعیین شده‌است. به نوعی که اگر فرد پس‌اندازی بیشتر از نوزده مثقال طلا داشته و برای آن مایحتاجی در نظر نگرفته باشد آنوقت می‌بایست نوزده درصد آن را به عنوان حقوق الله یکبار به مرجع پرداخت کند. پس از آن حقوق الله بر نوزده مثقال ثروت جمع شده بعدی تعلق می‌گیرد. یعنی هر ۱۹ درصد حقوق الله که بر ۱۹ مثقال ثروت اضافی به قیمت روز طلای خالص پرداخت شد دیگر مشمول این حکم نیست. در هنگام محاسبه باید دانست که گروهی از اموال از جمله خانه مسکونی، لوازم ضروری منزل و اسباب کار از حقوق الله معافند. بهاءالله مسئولیت انتخاب ضروری بودن یا نبودن اشیاء و اموال را به خود شخص واگذار کرده‌است. در مواردی مانند زیان مالی، عدم موفقیت سرمایه گذاریها برای سود، و پرداخت حقوق الله در صورت فوت شخص مقررات و قوانین خاصی وجود دارد.